# 哈泼斯杂志

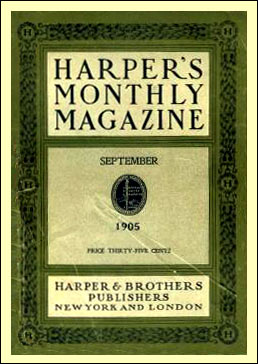
1905年的一期

《哈泼斯杂志》（英語：Harper's Magazine）是一本带有美国进步人士及左派立场的月刊，它涵盖了文学、政治、文化、艺术诸多方面。它是美国第二长寿的持续发行的月刊（最古老的是《科学美国人》），最近的发行量为二十万左右。现任编辑是Roger Hodge，他于2006年3月31日替代了在此位置工作良久的Lewis Lapham。